# 滝沢町 (浜松市)
滝沢町（たきさわちょう）は静岡県浜松市浜名区の町名。丁番を持たない単独町名である。住居表示未実施。

## 地理
浜松市浜名区の中部、都田地区の北部に位置する。東で大平（おいだいら）及び四大地、西で引佐町川名、南で都田町及び鷲沢町、北で三大地及び引佐町東久留女木と接する。

### 河川
- 都田川
- 川名川

## 歴史

### 町名の由来
山あいに響く滝音やほとばしる沢の流れに由来するほか、大せち（急に攵と表記）神社に由来して大せち→多知須→多都佐（たつさ）→滝沢と変化したともいわれる。

### 沿革
- 1889年（明治22年）4月1日 - 町村制の施行により、引佐郡滝沢村が周辺の村と合併して引佐郡都田村となる[WEB 7]。旧村名は都田村の大字として残る[書籍 2]。
- 1955年（昭和30年）
  - 3月31日 - 都田村が浜松市に編入される。
  - 10月 - 大字滝沢から滝沢町へ住所表記を変更する[WEB 8]。
- 2007年（平成19年）4月1日 - 浜松市が政令指定都市となる。滝沢町は北区の一部となる。
- 2024年（令和6年）1月1日 - 浜松市の行政区再編により、滝沢町は浜名区の一部となる。

## 施設
- 滝沢展望台
- 仙厳の滝
- 曹洞宗延寿山林慶寺
- 四所神社

## 交通

### バス
- 浜松市北地域バス（にこにこバス）[注釈 1]：（聖隷三方原病院・都田駅前 方面 - ）風穴入口 - 新田平 - 旧滝沢小学校前 - 展望台入口 - 東久保 - 滝沢中 - 赤目立 - 谷渕 - 滝沢東 - 狸穴入口 - 滝沢口 - 東山公民館 - 東山上 - 狸穴上 - 狸穴集会所（ - 都田駅前・聖隷三方原病院 方面）

### 道路
- 静岡県道68号浜北三ヶ日線
- 静岡県道299号渋川都田停車場線

## その他

### 学区
小学校・中学校の学区は以下の通りである。
- 浜松市立都田小学校
- 浜松市立都田中学校

### 警察
警察の管轄区域は以下の通りである。
| 番・番地等 | 警察署     | 交番・駐在所 |
| ---------- | ---------- | ------------ |
| 全域       | 細江警察署 | 都田交番     |

### 消防
消防の管轄区域は以下の通りである。
| 番・番地等 | 消防署   | 本署/出張所 |
| ---------- | -------- | ----------- |
| 全域       | 北消防署 | 本署        |